# MTV Europe Music Award para Melhor Música Latina
O MTV Europe Music Award de Melhor Artista de Música Latina (MTV Europe Music Award for Best Latin, no original) é uma categoria de prêmio do MTV Europe Music Awards instaurada em 2020, refletindo a crescente popularidade mundial da música mainstream de inspiração latino-americana desde a segunda metade da década de 2010.
A partir de 2011, a cerimônia começou a incluir categorias dedicadas a artistas latino-americanos a partir de 2013, incluindo categorias "regionais" e a categoria de Melhor Artista Latino-Americano (categoria que reagrupava os vencedores das categorias "regionais"), predecessora do prêmio do prêmio Melhor Artista de Música Latina.
É uma das categorias latino-americanas da cerimônia, ao lado das categorias "regionais" Melhor Artista do Caribe, Melhor Artista da América Latina - Região Norte, Melhor Artista da América Latina - Região Sul, e Melhor Artista da América Latina - Região Central e Brasil. Porém, ao contrário do seu predecessor, o prêmio de Melhor Artista Latino-Americano, os indicados não são necessariamente os vencedores de cada uma dessas categorias.
A categoria de Melhor Artista de Música Latina se destaca por premiar artistas com base no gênero musical, e não na nacionalidade. Um exemplo disso é o fato de a catalã Rosalía já ter sido indicada.

## Vencedores e nomeados
Os vencedores são listados primeiro e destacados em negrito.

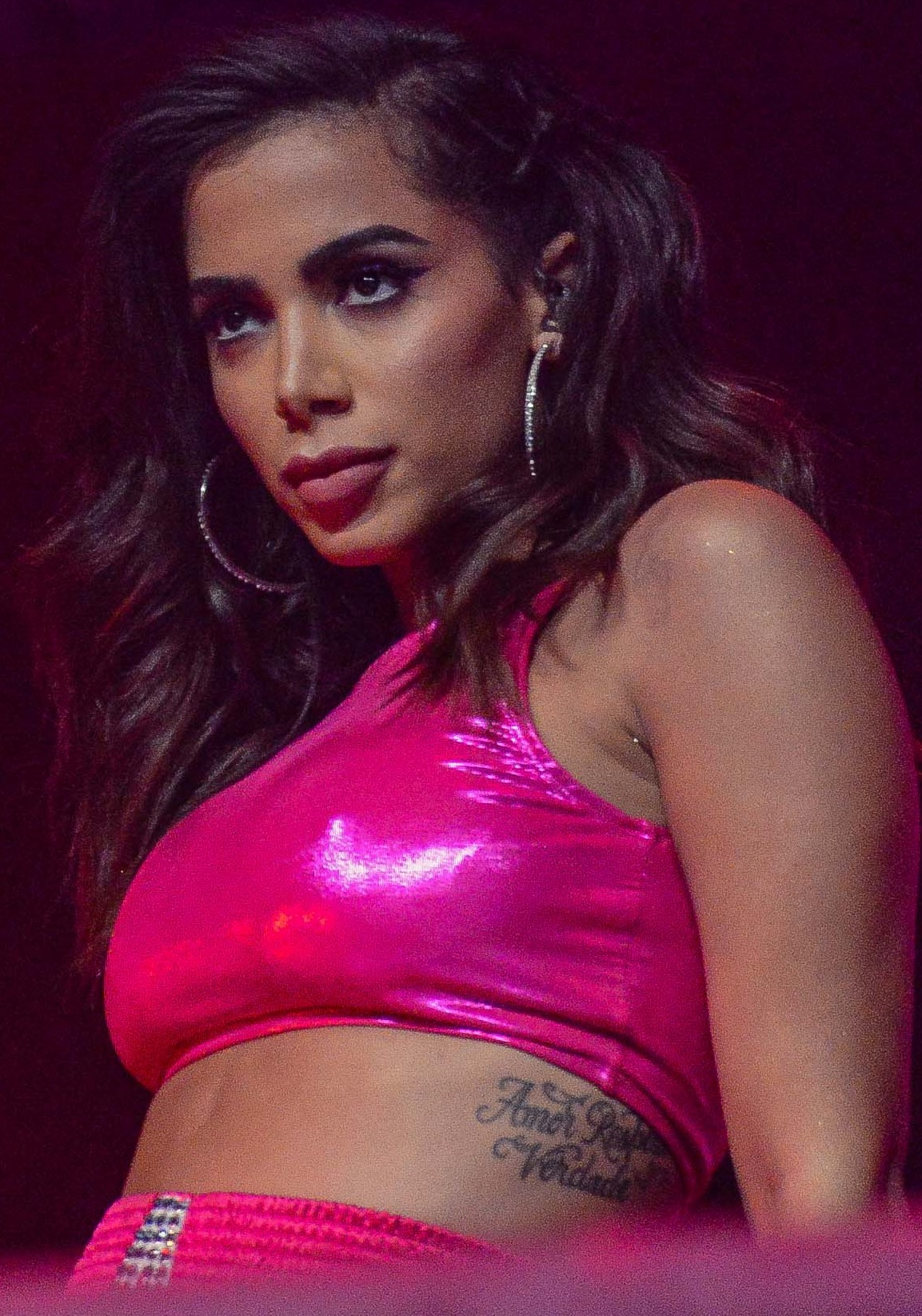
Anitta é a artista com mais prêmios conquistados nessa categoria, tendo vencido em 2022 e 2023.

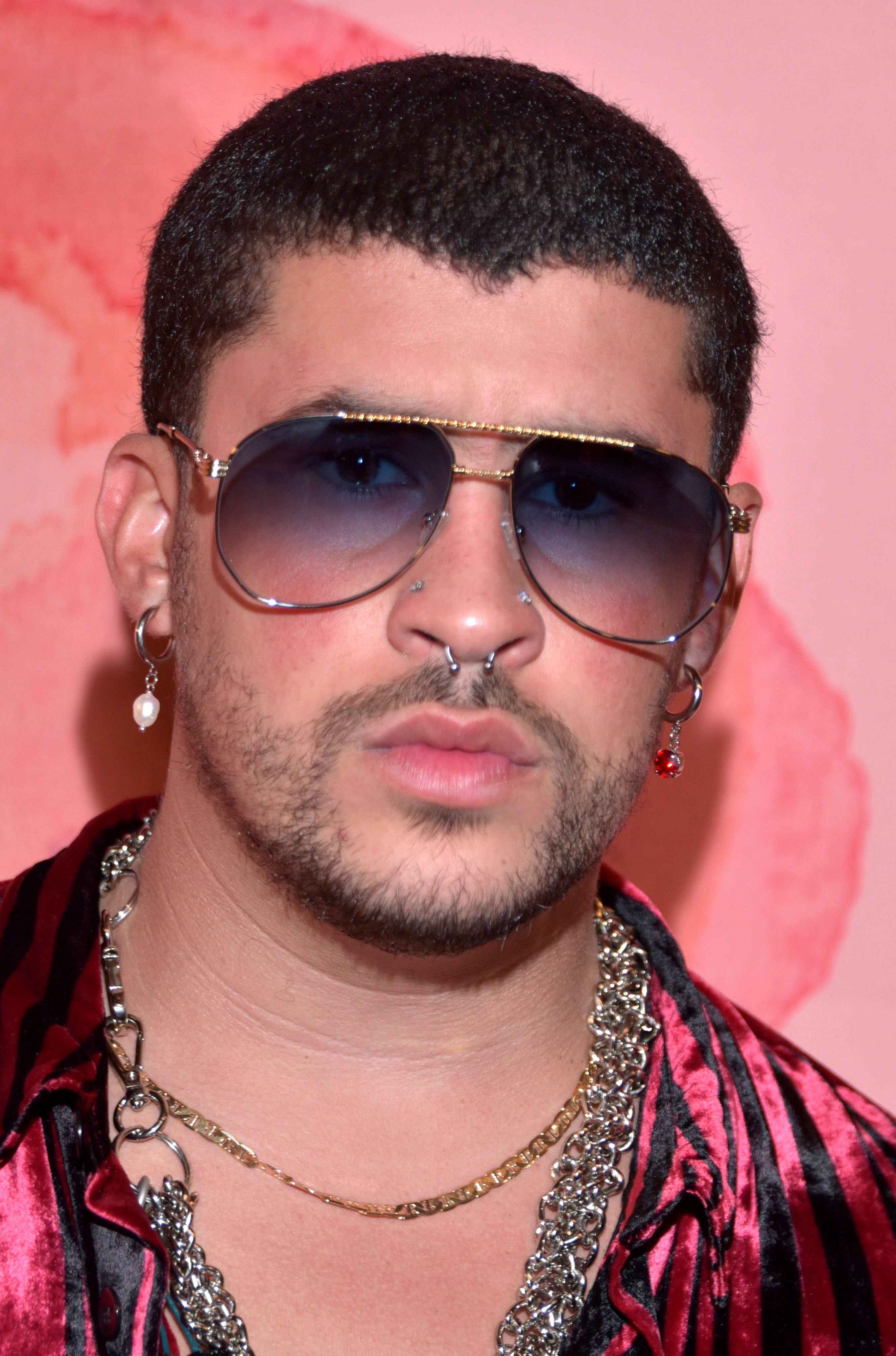
Bad Bunny é o artista mais indicado nesta categoria, tendo recebido indicações em todas as cinco edições do prêmio.

 † indica que o artista venceu o  prêmio MTV Video Music  Award de Melhor Artista Latino no mesmo ano.
| Ano  | Artista        | Ref.  |
| ---- | -------------- | ----- |
| 2020 | Karol G        | [ 1 ] |
| 2020 | Anuel AA       | [ 1 ] |
| 2020 | Bad Bunny      | [ 1 ] |
| 2020 | J Balvin       | [ 1 ] |
| 2020 | Maluma         | [ 1 ] |
| 2020 | Ozuna          | [ 1 ] |
| 2021 | Maluma †       | [ 2 ] |
| 2021 | Bad Bunny      | [ 2 ] |
| 2021 | J Balvin       | [ 2 ] |
| 2021 | Rauw Alejandro | [ 2 ] |
| 2021 | Rosalía        | [ 2 ] |
| 2021 | Shakira        | [ 2 ] |
| 2022 | Anitta †       | [ 3 ] |
| 2022 | Bad Bunny      | [ 3 ] |
| 2022 | J Balvin       | [ 3 ] |
| 2022 | Becky G        | [ 3 ] |
| 2022 | Rosalía        | [ 3 ] |
| 2022 | Shakira        | [ 3 ] |
| 2023 | Anitta †       | [ 4 ] |
| 2023 | Bad Bunny      | [ 4 ] |
| 2023 | Karol G        | [ 4 ] |
| 2023 | Peso Pluma     | [ 4 ] |
| 2023 | Rosalía        | [ 4 ] |
| 2023 | Shakira        | [ 4 ] |
| 2024 | Peso Pluma     | [ 5 ] |
| 2024 | Anitta         | [ 5 ] |
| 2024 | Bad Bunny      | [ 5 ] |
| 2024 | Karol G        | [ 5 ] |
| 2024 | Rauw Alejandro | [ 5 ] |
| 2024 | Shakira        | [ 5 ] |